# John Ericsson National Memorial

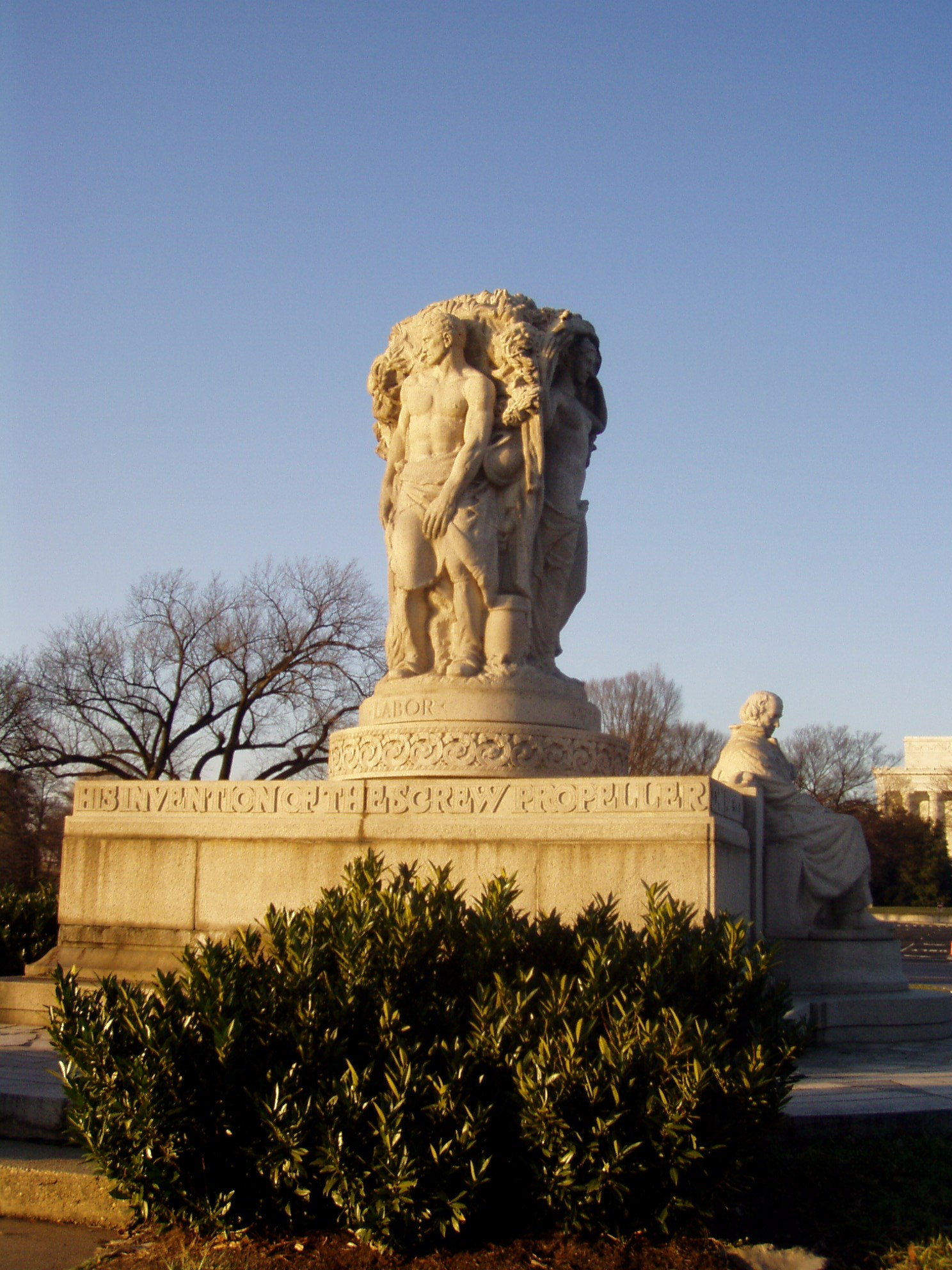
John Ericsson Memorial. Lincoln Memorial skymtar i bakgrunden

John Ericsson National Memorial ligger vid Ohio Drive och Independence Avenue i Washington, D.C i anslutning till the National Mall. Den är dedikerad till den värmlandsbördige uppfinnaren John Ericsson som revolutionerade sjöfarten med sin uppfinning av skruvpropellern. I USA är han nationalhjälte då han konstruerade USS Monitor som säkerställde nordstaternas överlägsenhet i den marina krigföringen under det amerikanska inbördeskriget i slaget vid Hampton Roads.
Monumentet beslutades av den amerikanska kongressen den 31 augusti 1916 och invigdes den 29 maj 1926 av USA:s president Calvin Coolidge och dåvarande kronprins Gustaf Adolf. Kongressen finansiering uppgick till 35 000 dollar och amerikaner med huvudsakligen svenskt och skandinaviskt ursprung samlade in resterande 25 000 dollar, en vanlig företeelse i USA när det gäller monument, utsmyckningar och kultur i offentliga utrymmen. Monumentet uppfördes nära Lincoln Memorial intill Potomacfloden mellan september 1926 och april 1927. Materialet är rosa så kallad Milford-granit och skulpturen är 6,1 meter hög.
Skulptören var James Earle Fraser och den föreställer en sittande Ericsson och tre stående figurer som representerar äventyr, arbete och vision. Monumentet förvaltas och sköts av National Mall and Memorial Parks.

## Bilder

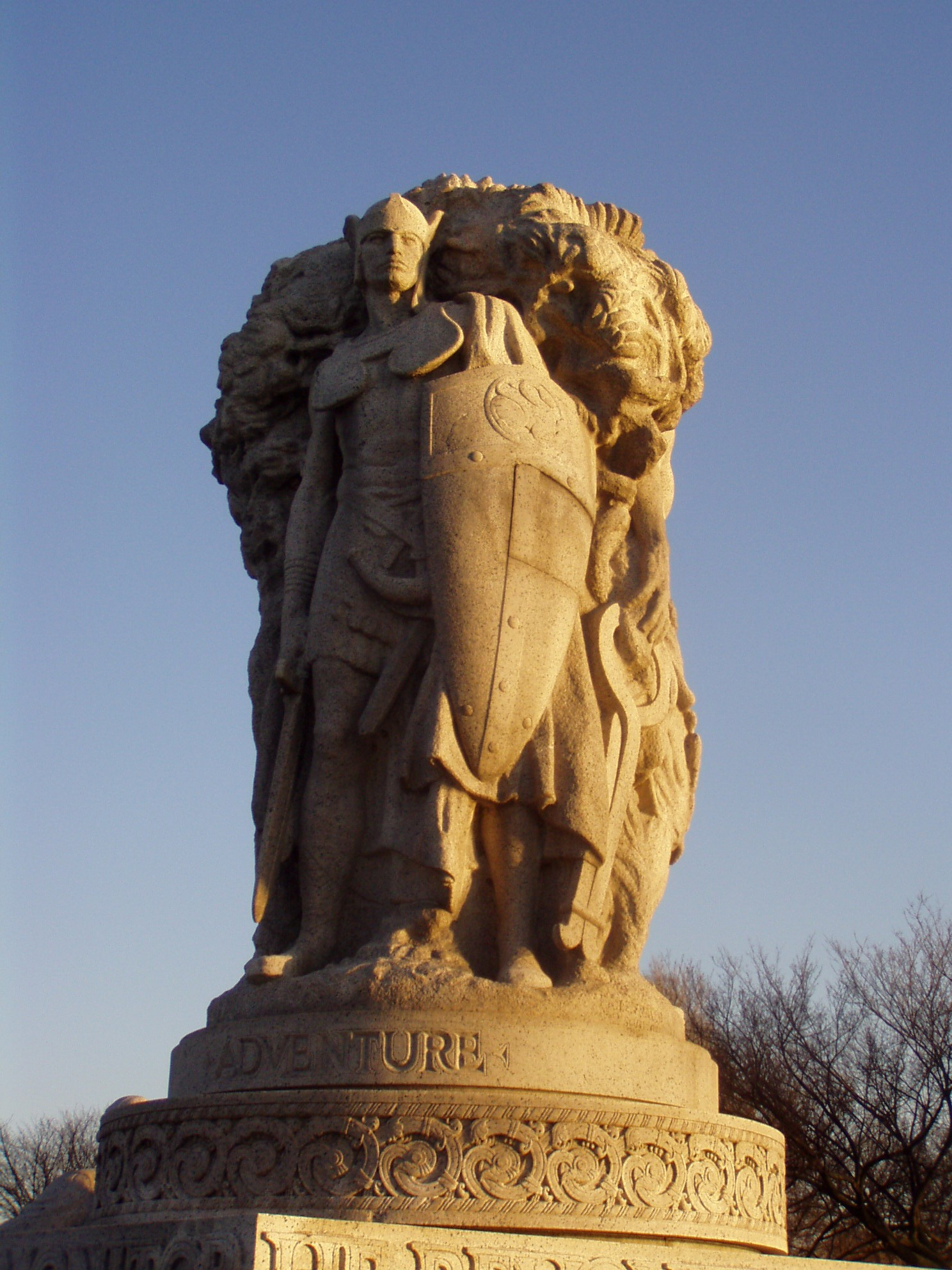
Äventyr.
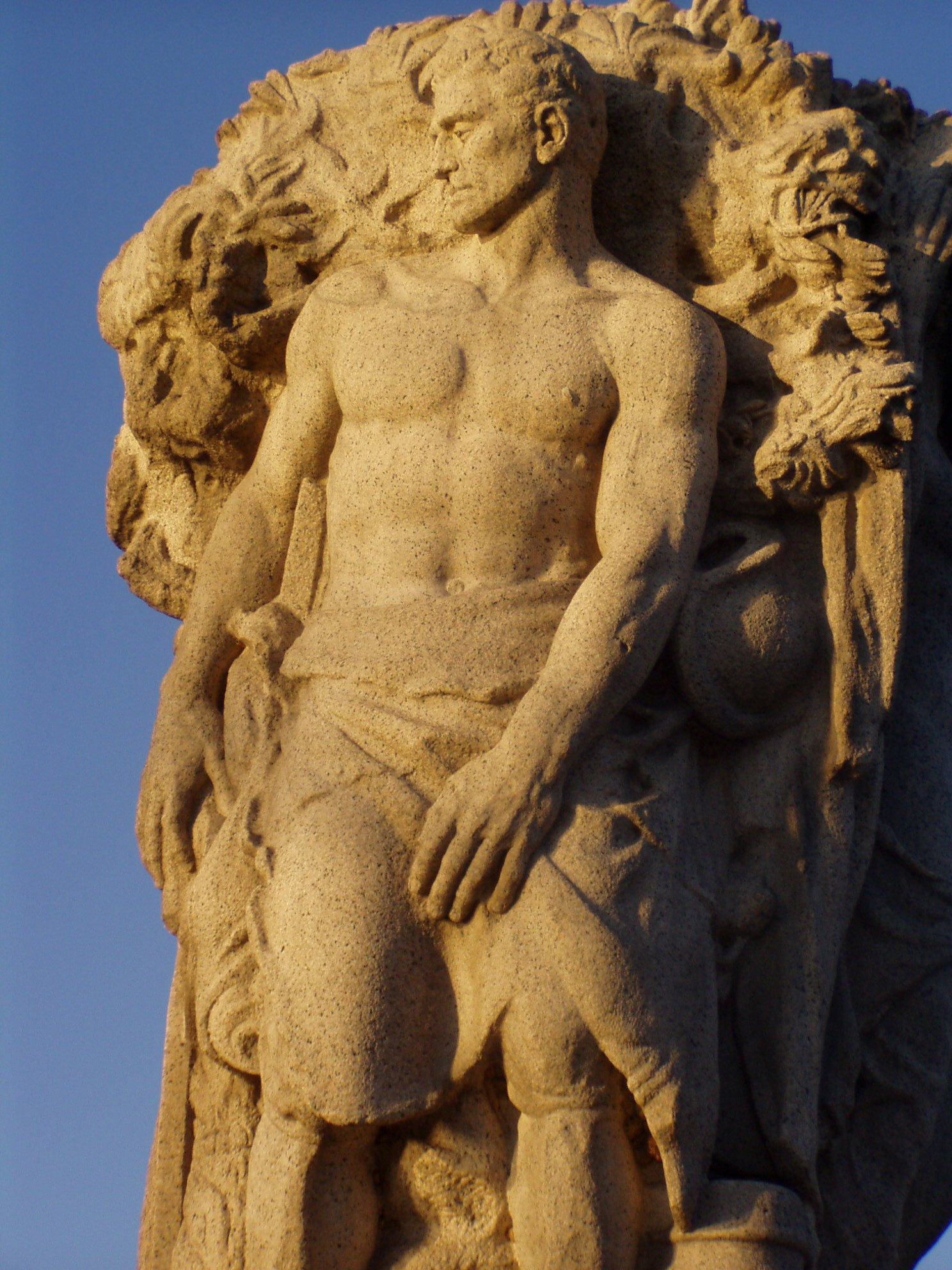
Arbete.
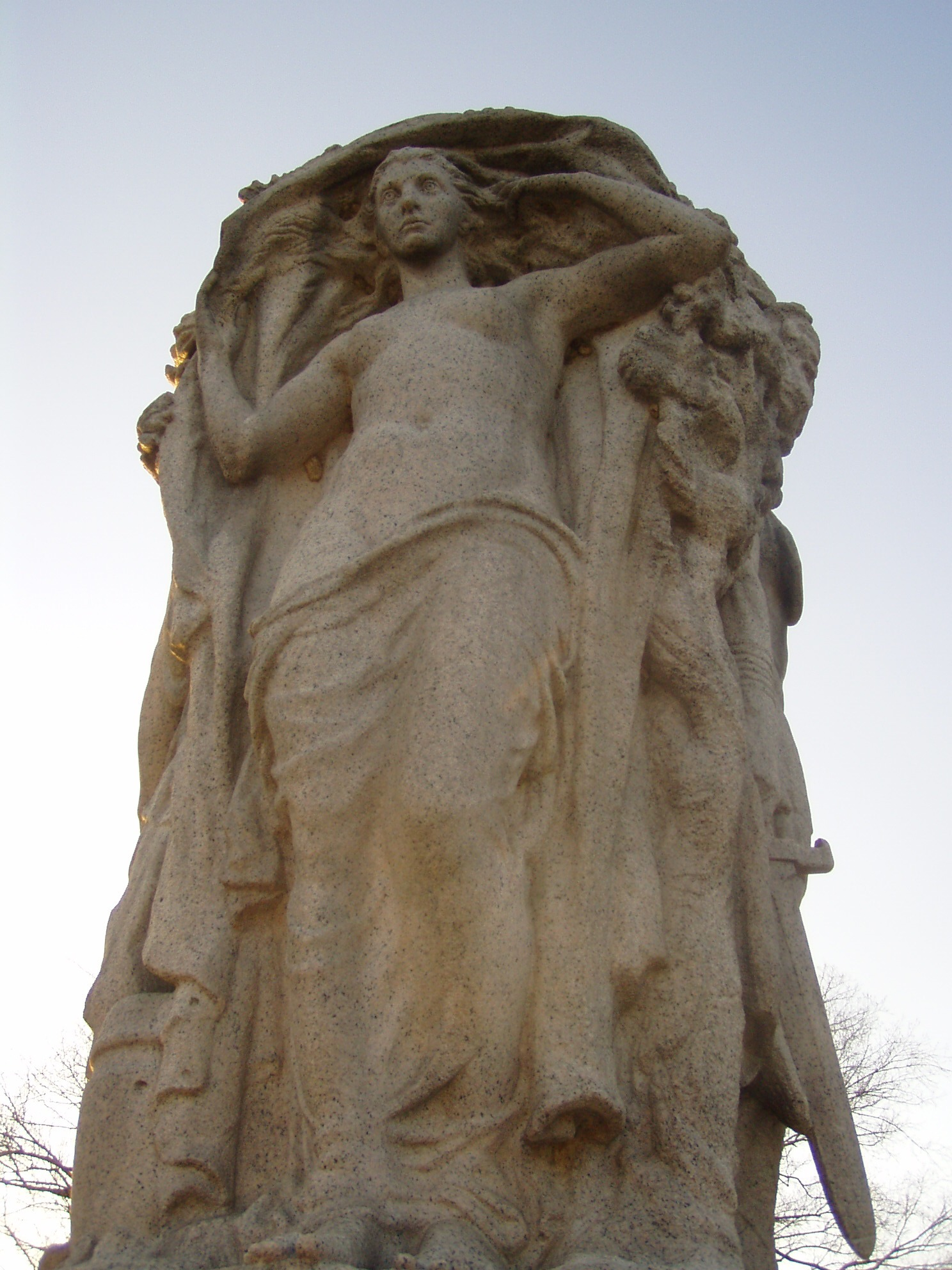
Vision.